# 재단사

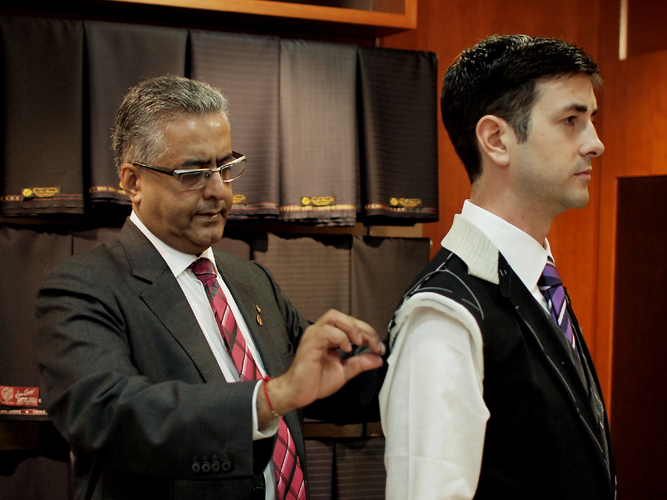

재단사 또는 양복장이는 의류, 특히 슈트와 남성의류를 전문적으로 제조하고 수선하고 바꾸는 숙련노동자이다.
영어로는 테일러(tailor)로 부르는데, 이는 13세기로 거슬러 올라간다. 현대적 의미의 테일러는 18세기 말에 등장하게 되었으며 지금은 남성과 여성의 슈트, 코트, 바지, 그리고 모섬유, 아마포, 견섬유로 된 비슷한 의상 제조자라는 의미로 사용된다.